# Социальное страхование
Социальное страхование — это система социальной защиты, задача которой — обеспечивать реализацию конституционного права экономически активных граждан на материальное обеспечение в старости, в случае болезни, полной или частичной утраты трудоспособности, потери кормильца, безработицы.

## Формы социального страхования
Исторически определились три формы организации систем социального страхования:
- Коллективное (страхование, организуемое профсоюзами);
- Государственное;
- Смешанное (основанное на взаимодействии государства и профсоюзов).

## История
Самую раннюю форму социальной защиты представляет собой коллективное страхование. Оно появилось в Европе во второй половине XIX века вместе с профсоюзами, отстаивающими права наёмных работников перед работодателями и государством. Характерным примером в этом отношении является Англия, где социальное обеспечение осуществлялось как коллективная самопомощь и самострахование путём создания касс взаимопомощи, больничных касс, касс по безработице.
Государственное социальное страхование, введённое в Германии в 1883 году в рамках социальных реформ, проводимых Бисмарком, стало первым в истории законодательным решением вопроса социальной защиты населения. Были изданы законы о страховании на случай болезни, затем о страховании по инвалидности и старости. Эти виды страхования должны были осуществлять больничные кассы, кассы предприятий и свободные кассы взаимопомощи. Страховые взносы устанавливались законом и уплачивались работодателями и работниками пропорционально: одна треть и две трети суммы взносов, соответственно.
Смешанная форма социального страхования впервые возникла в Швейцарии. При муниципалитете г. Берна в 1893 году была учреждена касса по страхованию на случай безработицы, управление которой осуществляла комиссия, состоящая из работодателей, представителей профсоюзов и муниципалитета. Членство в кассе было добровольным. Туда мог вступить гражданин страны и после девяти месяцев уплаты страховых взносов он получал право на пособие по безработице сроком на 70 дней в течение года.

### История социального страхования в России
- 70-е годы XIX века −1917 год — Начало российской системе социального страхования было положено в 1861 году, когда был принят закон «Об обязательном учреждении вспомогательных товариществ на казённых горных заводах». Страховые фонды формировались из взносов рабочих (2-3 % зарплаты) и взносов заводоуправления в размере, равном ежегодной сумме взносов рабочих. Собранные средства шли на выплаты пособий по болезни, пенсий инвалидам, вдовам и сиротам.

В 1912 году III Государственная Дума приняла пакет законов, заложивших фундамент российского социального страхования: «Об утверждении присутствий по делам страхования рабочих», «Об утверждении Совета по делам страхования рабочих», «Об обеспечении рабочих на случай
болезни≫, ≪О страховании рабочих от несчастных случаев на производстве».
- 1918-1933 годы. В соответствии с декретами 1918 года «О введении полного социального страхования» и «Положения о социальном обеспечении трудящихся» социальное страхование было заменено социальным обеспечением — «бесплатным» "социальным страхованием трудящихся. Средства предполагалось взымать с предприятий и предпринимателей и из государственного бюджета.

1921 год — во время НЭПа возникла необходимость вернуться к практике социального страхования — обеспечение выплат за счёт государства было заменено выплатами из фондов, сформированных за счёт взносов. С отказом от политики НЭПа система учета социальных рисков и соц страхования была вновь максимально упрощена.
- 1933-1990 годы. С 1933 года соцстрах переходит в ведение профсоюзов. К 1938 году складывается модель социального страхования, в основе которой лежит централизация денежных средств, которые собираются и тратятся по единым правилам. Средства поступали из выплат предприятий и/или из госбюджета. Медицинское обслуживание было выведено из системы социального страхования и получало финансирование только из бюджета[2].

## Социальное страхование в России
Социальное страхование является инструментом реализации государственной социальной политики.
В Российской Федерации социальное страхование финансируется из государственного целевого внебюджетного Фонда социального страхования, а также других коллективных и частных страховых фондов. В соответствии с Конституцией РФ (Статья 39) поощряются добровольное социальное страхование, создание дополнительных форм социального обеспечения и благотворительность.
На сегодняшний день в России социальное страхование может выражаться в виде государственных пенсий и государственных пособий.

### Государственные пособия
Самое распространённое пособие из входящих в комплекс социального страхования — пособие по временной нетрудоспособности, получаемое на основании листка нетрудоспособности, выдаваемого в медицинском учреждении. При этом листок нетрудоспособности выдаётся не только самому больному, но и родителям больного ребёнка.
Пособие по беременности и родам — характерный пример социального страхования женщин, выплачивается в размере полной заработной платы. Здесь же можно упомянуть пособие при рождении ребёнка, по уходу до достижения им возраста полутора лет, или возраста трёх лет.
Социальное страхование включает также такие виды материальной поддержки населения, как пособие по безработице и пособие на погребение.
Средства государственного социального фонда расходуются исключительного на цели социальной защиты. Кроме оплаты вышеперечисленных видов пенсий и пособий, деньги могут направляться на оплату путевок в бальнеологические учреждения с целью санаторно-курортного лечения, диетическое (лечебное) питание, частичное содержание оздоровительных и санаторных детских лагерей, санаториев-профилакториев, находящихся на балансе страхователей.
Отделение Социального фонда России по Саратовской области предупреждает о росте случаев дистанционного мошенничества. Злоумышленники часто обращаются к пожилым людям, предлагая перерасчет пенсии или угрожая приостановкой выплат. Они просят записаться на прием в клиентскую службу Социального фонда и подтвердить запись пин-кодом по СМС.
Фонд настоятельно рекомендует быть бдительными и не передавать персональные данные третьим лицам. Ни в коем случае нельзя сообщать неизвестным собеседникам номер СНИЛС, данные паспорта, номер банковской карты, ее ПИН-код, пароль от личного кабинета или коды из СМС. При подобных запросах следует немедленно прекратить разговор.
Важно отметить, что сотрудники Отделения СФР по Саратовской области не звонят гражданам с просьбой предоставить персональные данные и не посещают дома с предложениями для пенсионеров. Все услуги Отделения СФР предоставляются бесплатно в клиентских службах, МФЦ или онлайн через портал госуслуг.
Для получения консультации жители Саратовской области могут обратиться в единый контакт-центр по бесплатному номеру 8-800-1-00000-1, а также в клиентскую службу Отделения СФР по месту жительства или в электронную приемную СФР.